# Réacteur OK-150
Le réacteur OК-150 et son successeur, l’OК-900, sont des réacteurs nucléaire soviétiques utilisés pour alimenter les navires de la marine. Ce sont des réacteurs à eau pressurisée qui utilisent de l'uranium enrichi 235 comme carburant. Ils ont été utilisés dans divers brise-glace nucléaires soviétiques et russes, comme l'Arktika.